# Nogaus crauchii
Nogaus crauchii is een eenoogkreeftjessoort uit de familie van de Pandaridae. De wetenschappelijke naam van de soort is voor het eerst geldig gepubliceerd in 1892 door Beneden.